# Wydawnictwo UWM
Wydawnictwo Uniwersytetu Warmińsko-Mazurskiego w Olsztynie (skrót: Wydawnictwo UWM) powstało w 1999 r. z połączenia Wydawnictwa Akademii Rolniczo-Technicznej i Wydawnictwa Wyższej Szkoły Pedagogicznej. Przejęło dorobek połączonych uczelni - publikacje z zakresu humanistyki i nauk ścisłych. Nakładem Wydawnictwa UWM ukazuje się rocznie ok. 100 tytułów.
Pierwszym redaktorem naczelnym i dyrektorem Wydawnictwa UWM była mgr Zofia Gawinek (1999-2008). Wszystkie publikacje Wydawnictwa UWM są drukowane w Zakładzie Poligraficznym, którym kieruje mgr inż. Zdzisława Świtała.
Wydawnictwo UWM publikuje czasopisma naukowe, monografie, rozprawy habilitacyjne, podręczniki akademickie, skrypty i inne pomoce dydaktyczne. Uniwersytecką politykę wydawniczą kreuje Kolegium Wydawnicze, w którego skład wchodzą reprezentanci wszystkich wydziałów Uniwersytetu.